# Чемпионат мира по бегу по пересечённой местности 1979
Чемпионат мира по бегу по пересечённой местности 1979 года прошёл 25 марта в городе Лимерик (Ирландия).
Всего было проведено 4 забега — мужчины, женщины, а также забеги юниоров и юниорок. Также разыгрывались победители в командном первенстве — складывались результаты участников от страны и по сумме наименьшего времени определялись чемпионы.

## Результаты

### Мужчины
| Место | Имя                    | Гражданство  | Время 0(м:с) |
| ----- | ---------------------- | ------------ | ------------ |
| 1     | Джон Триси             | Ирландия     | 37:20        |
| 2     | Бронислав Малиновский  | Польша       | 37:29        |
| 3     | Александр Антипов      | СССР         | 37:30        |
| 4     | Тони Симмонс           | Уэльс        | 37:38        |
| 5     | Леон Шотс              | Бельгия      | 37:42        |
| 6     | Властимил Цвифельхофер | Чехословакия | 37:45        |
| 7     | Стив Джонс             | Уэльс        | 37:46        |
| 8     | Франк Циммерманн       | ФРГ          | 37:48        |